# رنه آدوره
رنه آدوره (به فرانسوی: Renée Adorée) (زاده ۳۰ سپتامبر ۱۸۹۸ – درگذشته ۵ اکتبر ۱۹۳۳) یک بازیگر فرانسوی که در در فیلم‌های صامت هالیوود در دهه ۱۹۲۰ (میلادی) ظاهر شد.

## اوایل زندگی
جین دلا فونته در لیل، فرانسه به دنیا آمد. او که دختر هنرمندی در سیرک بود، در سن پنج سالگی با پدر و مادرش شروع به انجام نمایش روی صحنه کرد. در سنین نوجوانی، او شروع به بازیگری در صحنه‌های نمایش و همراه توری به اروپا سفر کرد. او در روسیه به اجرا می‌پرداخت، ولی با شروع جنگ جهانی اول به لندن پایتخت انگلستان گریخت.

## فیلم‌شناسی
- ₤500 Reward (۱۹۱۸)
- خیال‌پردازی‌ها (۱۹۲۲)
- Monte Cristo (1922)
- The Eternal Struggle (۱۹۲۳)
- The Bandolero (1924)
- Exchange of Wives (1925)
- Excuse Me (1925)
- مرد و دوشیزه (۱۹۲۵)
- Parisian Nights (1925)
- جشن بزرگ (۱۹۲۵)
- Blarney (۱۹۲۶)
- The Flaming Forest (1926)
- La Bohème (1926)
- The Blackbird (1926)
- The Exquisite Sinner (1926)
- Tin Gods (1926)
- Back to God's Country (1927)
- Heaven on Earth (1927)
- Mr. Wu (1927)
- On Ze Boulevard (1927)
- نمایش (۱۹۲۷)
- A Certain Young Man (1928)
- کازاک (۱۹۲۸)
- Forbidden Hours (1928)
- The Mating Call (۱۹۲۸)
- نمایش مردم (۱۹۲۸)
- The Pagan (1929)
- Tide of Empire (1929)
- Redemption (1930)
- Call of the Flesh (1930)